# Emmanuel Oghenejobo
Emmanuel Oghenejobo (7 de marzo de 1968) es un deportista nigeriano que compitió en taekwondo. Ganó una medalla de bronce en el Campeonato Mundial de Taekwondo de 1993, y una medalla de oro en el Juegos Panafricanos de 1991.

## Palmarés internacional
| Campeonato Mundial  | Campeonato Mundial          | Campeonato Mundial | Campeonato Mundial |
| Año                 | Lugar                       | Medalla            | Categoría          |
| ------------------- | --------------------------- | ------------------ | ------------------ |
| 1993                | Nueva York (Estados Unidos) | Medalla de bronce  | +83 kg             |
| Juegos Panafricanos |                             |                    |                    |
| Año                 | Lugar                       | Medalla            | Categoría          |
| 1991                | El Cairo (Egipto)           | Medalla de oro     | +83 kg             |